# Kabiyé (Volk)
Die Kabiyé sind ein Volk in Togo, Benin und Ghana, das auch Kabira, Cabrai, Kabye, Cabrais, deutsch kolonial auch Kabre oder Kabure genannt wird. Ihre Sprache ist das Kabiyé.
Die Kabiyé leben in Togo über das gesamte Zentrum des Landes verteilt. In Ghana und Benin wird ein kleineres Siedlungsgebiet an der jeweiligen Grenze zu Togo von dieser Ethnie bewohnt.
In Togo leben zwischen ungefähr 760.000 und 1.034.000 Kabiyé, in Benin etwa 13.000 und in Ghana rund 32.000.
In Togo sind die Kabiyé die zweitgrößte Ethnie nach den Ewe und die dominierende Volksgruppe im nördlichen Teil des Landes.